# Матрос з «Комети»
«Матрос з „Комети“» — радянський художній кольоровий фільм, поставлений Ісидором Анненським на кіностудії «Мосфільм» в 1958 році.

## Сюжет
Матрос з південного містечка Сергій Чайкін, пісні якого люблять і знають моряки, закоханий в студентку і спортсменку Олену. Але не тільки боязкість заважає Сергію порозумітися з глузливою дівчиною. Директор Будинку моряків, Вадим, — його серйозний суперник — їде з Оленою в Москву на Всесвітній фестиваль молоді. Однак в хорі моряків захворює соліст — і Сергій теж вилітає до столиці…

## У ролях
- Гліб Романов — Сергій Чайкін
- Тетяна Бєстаєва — Олена Шувалова
- Микола Крючков — боцман Корній Петрович
- Микола Свободін — Аркадій Миколайович Пєрєсвєтов
- Майя Менглет — Шура
- Володимир Сошальський — Вадим
- Йосип Колін — Семен Якович Чубарчик
- Іван Любєзнов — Михайло Петрович Стародуб
- Анна Лисянська — Марія Іванівна
- Георгій Гумільовський — член команди буксира
- Юрій Кірєєв — матрос буксира «Комета»
- Валентин Пєчніков — матрос буксира «Комета»
- Леонід Чубаров — кок Вася
- Андрій Тутишкін — режисер
- Маргарита Жарова — продавчиня морозива
- Микола Прокопович — тренер Микола Костянтинович
- Валентин Брилєєв — матрос, конкурсант
- Регіна Збарська — іноземна співачка Сільванна
- Павло Винник — міліціонер
- Євген Кудряшов — конкурсант, вчить англійську мову

## Знімальна група
- Автори сценарію: Климентій Мінц,  Петро Градов,  Євген Помєщиков,  Гліб Романов
- Режисер-постановник — Ісидор Анненський
- Композитор — Оскар Фельцман
- Вірші — Михайло Матусовський
- Оператор-постановник — Костянтин Бровін
- Художник-постановник — Давид Виницький